# رباط سنگ (فردوس)
روستای رباط سنگ، روستایی است در دهستان خانکوک از توابع بخش مرکزی شهرستان فردوس. 